# Przejęta mowa nienawiści
Artykuł ten został zgłoszony do umieszczenia na stronie głównej w rubryce „Czy wiesz”.
Pomóż nam go sprawdzić: oceń zgłoszoną nominację.
Przejęta mowa nienawiści – wypowiedź pozornie obraźliwa, która nie wyraża jednak pogardy lub nienawiści wobec osób z grup mniejszościowych (jak mowa nienawiści), lecz solidarność z tymi osobami, chęć odzyskania kontroli w obliczu postrzeganej wszechobecności mowy nienawiści oraz chęć wyśmiania nienawistnych komentarzy.

## Charakterystyka zjawiska
Słowo przejęte to słowo, które kiedyś miało pejoratywne znaczenie, ale zostało ono zmodyfikowane. Przejmowanie słów zaczyna się od społeczności, które były pejoratywnie opisywane tym słowem, a później nowe znaczenie zostaje rozprzestrzenione także wśród reszty społeczeństwa. Słowa użyte w przejęty sposób są postrzegane jako mniej obraźliwe niż te same słowa użyte w negatywnym kontekście – zarówno wśród przedstawicieli grup mniejszościowych, jak i wśród przedstawicieli większości. Samo użycie przejętej mowy nienawiści łączone jest również z pozytywnymi konsekwencjami dla grup mniejszościowych.
Przejętą mowę nienawiści można postrzegać zarówno jako proces psychologiczny, indywidualny, jak i socjologiczny, obejmujący całe społeczeństwo. W kontekście poziomu indywidualnego przejmowanie omawiano w związku ze wzmocnieniem pozycji jednostki wynikającym z „rozbrojenia dominującej grupy” oraz uzyskania kontroli nad sposobem, w jaki dana osoba jest opisywana, a tym samym nad jej samooceną. Robin Brontsema napisała, że „sednem przejmowania języka jest prawo do samookreślenia, kształtowania i nazywania własnej egzystencji”. W kontekście szerszego procesu wzmacniania pozycji społeczno-politycznej całych grup przejmowaniu języka przypisuje się również budowanie solidarności grupowej.

## Kontrowersje
Badania zwracają uwagę także na negatywne konsekwencje przejmowania mowy nienawiści. Przykładowo osoby LGBT+ w Polsce obawiają się, że przejmując mowę nienawiści doprowadzą do spowszednienia typowej mowy nienawiści. Innymi słowy, obawiają się, że używanie obraźliwych słów w pozytywnym znaczeniu sprawi, że jednocześnie stanie się normą się używanie tych słów w negatywnym znaczeniu.

## Przykłady
Istnieje wiele współczesnych przykładów przejętej mowy nienawiści w obszarach takich jak seksualność, role płciowe czy orientacja seksualna. Wśród nich znajdują się:
1. „pedał”
2. „ciota”

czy anglojęzyczne:
1. „queer”
2. „faggot”
3. „bitch”
4. „slut”.

Użycie tych słów w przejęty sposób obserwowane jest w różnych kontekstach. Przykładowo, podczas protestów przeciw zaostrzeniu prawa aborcyjnego w Polsce wznoszono hasło solidarnościowe „pedały z kobietami”; pojawiało się ono także na transparentach.